# 迷彩 (ダンスチーム)
迷彩（MEISAI、めいさい）は、日本のダンスパフォーマンスチーム。
テクノを中心とした国内外クラブシーンでのステージパフォーマンスを主軸に、振付、イベントプロデュース、DJ、映像制作等、多岐にわたる表現活動を行っている。

## メンバー
- TOMOYA（トモヤ）
  - 1980年、東京都出身。 迷彩トモヤ（めいさいともや）名義で振付師としても活動。
- NAOKI （ナオキ）
  - 1981年、東京都出身。DJとしても活動。
- yuribo （ユリボー）
  - 1993年、東京都出身。振付師としても活動。ダンスチームḌākinee (ダーキニー)にも所属

## 沿革
前身は90年代に大阪を中心に活動していた同名のヒップホップダンスチーム「迷彩」。90年代後半に拠点を東京に移し、幾度かのメンバー交代を経て2000年代前半に表現の場をそれまでのダンスシーン中心のものからテクノなどのクラブシーンに移行していく。2004年に横浜アリーナで開催された電気グルーヴ石野卓球の主催する国内最大級の屋内レイブWIRE04への出演をきっかけに、国内のテクノシーンにおけるチーム・ダンスパフォーマンスのパイオニアとして認知されるようになる。2010年からは現在のメンバーで活動。

## 略歴
2004年、電気グルーヴ石野卓球の主催する屋内レイブWIRE04にて、Zombie Nationライブステージでのダンスパフォーマーとして出演。
2006年、WIRE06では初となるダンスパフォーマー枠で出演。
2007年、自身主催によるテクノイベントMITTEを渋谷clubasiaにてスタート。以降国内外のテクノアーティストを招致している。
2009年、電気グルーヴのステージダンサーとして夏フェスツアー（FUJI ROCK FESTIVAL,RISING SUN ROCK FESTIVAL、WIRE08）に参加。
2010年、映像プロジェクト・レーベルMITTE WORKSを設立。ダンス映像作品を制作し、iTunes Storeエレクトロニックビデオチャートでは3作が1位を獲得。
2011年、瞬発系実験型マルチメディアユニット"*Asterisk"(アスタリスク)を結成。映像クリエーターチームMANUKE、狩生健志らとともに、プロジェクションマッピングなどの映像手法を使った作品の制作やライブパフォーマンスなどを行っている。

## 振付
- 電気グルーヴ '08夏フェスツアー『かっこいいジャンパー』『新幹線』　ライブ振付（2008年）
- immi『クラクション』　ライブ振付（2008年）
- immi『Alice』　PV/ライブ振付（2009年）
- immi『swimmer』　ライブ振付（2009年）
- The KAH『On and on』　ライブ振付（2012年）
- 乃木坂46『生駒里奈/ワンルーム音頭』　PV振付（2014年）
- 乃木坂46『堀未央奈/プロジェクション体操』　PV振付（2014年）
- FANTA☆STAR(今野杏南、水樹たま、池田愛恵里、清水あいり)『プログラム握ってるキログラム』　PV振付（2014年）
- Bose IMPACT 2014 (出演：ダレノガレ明美、菅谷哲也、今井華)　ステージ演出/振付（2014年）
- 天女隊（三上枝織、三森すずこ、大久保瑠美、大坪由佳）『Ready Go!! -絶対無敵の天女隊-』　PV振付（2014年）
- Superfly『黒い雫』　PV振付（2015年）[6]
- ゲスの極み乙女。『両成敗でいいじゃない』　PV振付（2015年）
- JUON『READY TO GO』　PV振付（2016年）
- JUON『BREAK MY SKY』　PV振付（2016年）
- PAN『ギョウザ食べチャイナ』　PV振付（2016年）
- ［Alexandros］『Feel like』　PV振付（2016年）
- ねごと『アシンメトリ』　PV振付（2016年）

## 主な出演

### TV
- TX『DANCE@TV』

### PV
- Zombie Nation 『GIZMODE』 (2007年)
- Delon & Dalcan 『Dirty Tanzer』(2008年)
- immi 『Alice』 (2009年)
- MC WOOD-Z 『UNDER PRESSURE』(2009年)
- MUTRON×迷彩　INSECT2010 (2010年)
- Rayplay×迷彩　R.O.D (2010年)
- NEON×迷彩　ILLMINARE (2010年)
- ODD×迷彩　HUI HUI (2011年)
- Sugiurumn 『Bike』(2014年)
- Ryoh Mitomi 『Paste the Tape』(2014年)
- NEON 『farside ground feat. KAORI』(2016年)

### ライブ
- WIRE06（2006年 横浜アリーナ）
- EFFECT08（2008年　霧島国際音楽ホール）
- Digital Fashion Week Singapore（2012年　ザ・リッツ・カールトン・ミレニア・シンガポール）
- CIRCLE OF LIGHT '2012 in Moscow（2012年）
- FISH EYE 2012（2012年　都城市総合文化ホールMJ）
- WIRED CLASH（2014年、2015年　ageHa）
- ナイトアクアリウム（2015年　日本橋三井ホール）

### 舞台
- 「Gift」（2016年 アンフィシアター）
- 「剱伎衆かむゐのチャンバラ夏祭り」（2007年 シアターサンモール）
- 剱伎衆かむゐ十周年記念公演「閃」（2008年 あうるすぽっと）